# Agustines y Tíjola
Agustines y Tíjola (o simplemente Tíjola) es una localidad y pedanía española perteneciente al municipio de Órgiva, en la provincia de Granada. Está situada en la parte suroccidental de la comarca de la Alpujarra Granadina. Cerca de esta localidad se encuentran los núcleos de Órgiva capital, Cerro Negro y Los Tablones.
El pueblo, próximo a la desembocadura del río Alhayón en el Guadalfeo, está formado por las áreas de Tíjola y Los Agustines, e incluye diversos diseminados entre los que destacan las Casas del Granadino, Los Correas y Cuatro Vientos.

## Demografía
Según el Instituto Nacional de Estadística de España, en el año 2022 Agustines y Tíjola contaba con 283 habitantes censados, lo que representa el 4,89% de la población total del municipio.

### Evolución de la población
| Gráfica de evolución demográfica de Agustines y Tíjola entre 2012 y 2022 |
|                                                                          |
| Datos según el nomenclátor publicado por el INE.                         |

## Comunicaciones

### Carreteras
La principal vía de comunicación que transcurre por esta localidad es:
| Identificador | Denominación       | Itinerario      |
| ------------- | ------------------ | --------------- |
| GR-4202       | De Órgiva a Tíjola | Órgiva - Tíjola |

Algunas distancias entre Agustines y Tíjola y otras ciudades:
| Ciudades | Distancia (km) |
| -------- | -------------- |
| Órgiva   | 4              |
| Granada  | 66             |
| Almería  | 136            |
| Jaén     | 157            |
| Murcia   | 352            |

## Cultura

### Fiestas
Sus fiestas patronales se celebran en honor a Santo Corvero el último domingo de noviembre, e incluyen la procesión del santo y actividades lúdicas. Culminan con los tradicionales fuegos artificiales.